# De Monarchia
De Monarchia (класична латина: [deː mɔˈnarkʰɪ.aː], церковна латинь: [de moˈnarki.a], українською: Про монархію) -  трактат про світську та релігійну владу Данте Аліг'єрі, який написав його між 1312 і 1313 роками. За допомогою цього тексту поет втрутився в одну з найсуперечливіших тем свого періоду: відносини між світською владою (в особі імператора Священної Римської імперії) та релігійною владою (в особі Папи Римського). Точка зору Данте на цю проблему відома, оскільки під час своєї політичної діяльності він виборював автономію міського самоврядування Флоренції від мирських вимог папи Боніфація VIII. Твір було заборонено католицькою церквою в 1585.

## Зміст
Трактат складається з трьох книг, але найбільш значущою є третя, в якій найбільш явно висвітлюється сутечка з темою відносин між папою та імператором. Насамперед Данте засуджує іерократичну концепцію влади папи, розроблену римською церквою на основі теорії сонця та місяця та урочисто підтверджену папською буллою "Unam sanctam" 1302 року. Іерократична концепція закріплювала за папою римським всю владу, роблячи його авторитет вище за авторитет імператора: це означало, що папа римський міг законно втручатися у справи, які зазвичай вважалися світськими.
На противагу цій іерократичній концепції Данте доводив необхідність іншого сильного імператора Священної Римської імперії, стверджуючи, що людина має дві мети: щастя земного життя та щастя вічного життя. Данте говорить, що папі доручено керувати вічним життям людей (вищого з двох), а імператору - вести людей до земного щастя. З цього він виводить автономію мирської сфери за часів імператора від духовної сфери за папи - влада понтифіка не повинна впливати на владу імператора в його справах.
Данте хотів показати, що і імператор Священної Римської імперії, і папа римський - люди, і що обидва вони отримують свою силу та владу безпосередньо від Бога. Щоб зрозуміти це, треба думати, що людина - єдина істота, яка займає проміжне положення між тлінністю та нетлінністю. Якщо вважати, що людина складається тільки з двох частин, тобто душі і тіла, то щодо душі вона нетлінна. Людина, таким чином, має функцію поєднання тлінності та нетлінності. Папа та імператор обидва були людьми, і жоден рівний не мав влади над іншим рівним. Тільки вища сила могла судити ці два "рівних меча", оскільки кожен із них був наділений Богом владою верховодити своїми долями.